# Chaitén
Pour l’article homonyme, voir Chaitén (volcan).
Chaitén est une ville et commune du sud du Chili, capitale de la province de Palena dans la Région des Lacs. Le village proprement dit comptait 4 065 habitants en 2008, et la commune (fondée en 1933) 7 182 habitants en tout répartis sur 8 471 km2 (densité moyenne 0,8 hab./km2).
Située au bord du golfe de Corcovado, la ville est entourée par plusieurs volcans, les principaux étant le Michinmahuida, le Corcovado et le Chaitén. Située sur la Carretera Austral, c'est l'un des principaux accès au parc de Pumalín et à d'autres parcs nationaux du nord de la Patagonie chilienne.

## Éruption du volcan Chaitén (2008)
À la suite de l'éruption du volcan Chaitén (considéré comme éteint jusque-là) au début du mois de mai 2008, la ville est entièrement évacuée et la population est déplacée vers Palena, Chiloé, Osorno ou Puerto Montt. Dans les jours qui suivent, une partie de la ville est rasée par les coulées de boue. Les panaches de cendres émis par le volcan atteignent les 30 kilomètres d'altitude et conduisent jusqu'à la fermeture de l'aéroport de Buenos Aires, à plus de 1 000 kilomètres de là. Dans ces conditions, les cendres recouvrent également toute la région dont la ville de Chaitén. Ces coulées de boue et retombées de cendres volcaniques finissent par dévier le fleuve qui allait autrefois se jeter dans l'océan au sud du village, désormais coupé en deux par le nouveau cours du fleuve depuis l'éruption.
La ville est déclarée zone interdite par le gouvernement, qui prévoyait la construction d'une ville nouvelle au nord, près de la plage de Santa Barbara. Mais à partir de 2010, contrevenant l'interdiction, une partie de la population revient vivre dans leurs logements, la zone étant toujours déclarée par le gouvernement comme une ville morte. En 2012, l'interdiction est levée et le reste des habitants revient progressivement, réhabilitant maisons et édifices publics. Si la partie sud de la ville de Chaitén, isolée par le nouveau cours du fleuve, reste en grande partie détruite, elle s'est rapidement reconstruite et redevient aujourd'hui la porte d'entrée nord de la Patagonie Occidentale et de la Carretera Austral.

## Tourisme
Chaitén, de par sa diversité de paysages et sa position géographique, est une destination touristique courue. Depuis l'éruption de 2008, le tourisme est la principale ressource de la communauté. Première ville d'importance au nord de la Carretera Austral, Chaitén est un point de passage obligé pour atteindre la Patagonie chilienne, la commune étant connectée à la fois à Chiloé et à Puerto Montt par la route bi-modale.
Le parc de Pumalín, composé de plusieurs milliers d'hectares de biodiversité préservée et de forêts primaires, et fondé par le milliardaire philanthrope américain, Douglas Thompskin, est l'une des principales attractions touristiques de la région, et situé sur la commune de Chaitén.

Le volcan Chaitén est presque continuellement en activité, ; ses dômes de lave, apparus en 2008 ne cessent de s'effondrer et de se reformer. Au Nord également, la plage de Santa Barbara, de sable noir, est considérée comme l'une des plus belles du Chili.

Position de Chaitén (en rouge) au sein de la Région des Lacs.